# Отрицатели Холокоста

Отрицатели Холокоста — лица, активно пропагандирующие отрицание Холокоста, включая тех, кто подвергался в связи с выражением и поддержкой таких взглядов преследованиям, в том числе в уголовном порядке.
Это в основном люди праворадикальных взглядов, а также ультралевые и мусульманские антисемиты и антисионисты. Несмотря на относительное большое количество сторонников таких взглядов, самих активистов в 2000-е годы насчитывалось около 250 человек во всём мире. Наибольшее количество таких активистов было в Германии, Франции и США.

## Состав движения
По мнению историков Майкла Шермера и Алекса Гробмана движение отрицателей имеет свои корни в 1930-х годах в спорных работах историков Гарри Барнза и Сидни Фея, которые отвергли общепринятую концепцию Первой мировой войны, утверждая, что Германия её не желала, а Америке не следовало вмешиваться в европейские дела.
Зародившись в Европе после окончания Второй мировой войны в начале XXI века отрицание Холокоста превратилось в международное движение, которое связывает между собой разных экстремистов со всего мира — старых нацистов, неонацистов, антиизраильские арабские правительства, американских черных сепаратистов, радикальных левых и других. По оценке исследователя Стивена Аткинса в 2000-е годы это движение насчитывало около 250 активистов, хотя разделяющих такие взгляды людей намного больше. Эти взгляды разделяют почти все правые антисемиты, а ультралевые используют их для нападок на Израиль.
Отрицатели могут принадлежать к нескольким разным группам. Наиболее популярными являются исследователи, которые разбирают те или иные отдельные вопросы, связанные с Холокостом с целью опровергнуть общепринятые научные взгляды и публикуют свои выводы. В этой группе наиболее известны Робер Фориссон (Франция), Карло Маттоньо (Италия), Гермар Рудольф (Германия), американец Фред Лейхтер. Вторая группа это так называемые «звезды СМИ», которые публикуют и продвигают выводы исследователей. Наиболее известными среди них являются британский писатель Дэвид Ирвинг и австралийцы Джон Беннет и Фредрик Тобен. Третья группа — издатели и распространители, эти люди зарабатывают деньги на распространении отрицания Холокоста. Яркие представители этой группы — Герхард Лаук и Эрнст Цюндель.
Следующая группа отрицателей занимается этим по политическим причинам. Например, француз
Морис Бардеш хотел реабилитировать режим Виши, Отто Эрнст Ремер оправдывал нацизм, а ультраправые Уиллис Карто и Марк Вебер продвигают с помощью отрицания Холокоста свою политическую повестку в США. Также существуют отрицатели, для которых это дополнительный аргумент в пользу их антисемитизма и просто уверовавшие в эту теорию в силу тех или иных причин. Примерами верующих являются канадцы Джеймс Кигстра и Малькольм Росс, которые были школьными учителями пока не потеряли работу из-за пропаганды отрицания Холокоста на рабочем месте.
Приток мусульман из Африки и Азии усилил отрицание Холокоста в Европе и в частности во Франции. Их мотивацией является враждебность к Израилю и они отрицают Холокост потому, что он является одним из оснований для создания и существования Израиля.
Историк из университета Эксетера Николас Терри в 2017 году написал, что старое поколение ревизионистов либо умерло, либо слишком стары для того чтобы вносить какой-либо существенный вклад в развитие этого движения, а новые имена практически перестали появляться. Историк Джо Мальхолл в 2020 году отметил, что за предыдущее десятилетие традиционные отрицатели «выдохлись», их псевдоакадемическая манера не смогла привлечь молодое поколение. При этом он писал, что отрицание Холокоста как и антисемитизм в целом далеки от упадка и играют заметную роль в современном ультраправом движении. Для современных ультраправых Холокост не имеет такого принципиального значения, они более склонны цинично высмеивать его, чем всерьез опровергать.

## Список по странам
| умершие выделены серым цветом. |

### Австралия
| Фотография | Имя                 | Годы жизни | Информация | Публикации по теме |
| ---------- | ------------------- | ---------- | --- | --- |
|            | Эрик Батлер         | 1916—2006  | ультраправый политик, создатель «Австралийской лиги прав»                                                                               | The International Jew (1946) |
|            | Джон Беннет         | 1937—2013  | адвокат, общественный деятель, создатель «Австралийского союза гражданских свобод»                                                      | Your Rights (1984) |
|            | Майкл Брандер       | род. 1961  | политик, лидер скинхедской группы «Национальный Альянс»                                                                                 | |
|            | Дэвид Брокшмидт     |            | конспиролог, член «Аделаидского института»                                                                                              | |
|            | Энтони Григор-Скотт |            | священник, осуждён за отрицание Холокоста                                                                                               | Библия верующих |
|            | Эдвард Коутрон      | 1940—1989  | политик, нацист, лидер Национал-социалистической партии Австралии (NSPA)                                                                | «Большая ложь: шесть миллионов убитых евреев» (англ. The Big Lie: Six Million Murdered Jews, 1968) |
|            | Ричард Криг         | род. 1970  | инженер, член «Аделаидского института»                                                                                                  | Richard Krege, The Krege Report. Ground Penetrating Radar Research at the Operation Reinhardt Camps Treblinka, Belzec, and Sobibor |
|            | Джефф Мюрден        | 1941-2006  | член «Аделаидского института» и «Австралийского союза гражданских свобод»                                                               | |
|            | Ольга Скалли        | род. 1943  | общественный деятель, член «Аделаидского института», Тасмания, осуждена за отрицание Холокоста                                          | |
|            | Фредерик Тобен      | 1944—2020  | историк и писатель, создатель «Аделаидского института», осуждён за отрицание Холокоста в Германии и в Австралии.                        | - Борьба с ревизионизмом в странах Запада (27 января 2002). — доклад на Международной конференции по глобальным проблемам всемирной истории. Дата обращения: 29 июля 2010. Архивировано из оригинала 29 июля 2010 года. - Техника Холокоста. Архивировано 21 декабря 2010 года. // «Персонал Плюс», № 36 (239) 19—25 вересня 2007 року |
|            | Мохаммед Хегази     |            | пропалестинский активист, член «Аделаидского института».                                                                                | Mohammed Hegazi. The cowardly stoop of Rafic Al-Hariri (англ.) // Al Shaab. — 2001. — 30 March. |
|            | Тадж Эль-Дин Хилали | 1941—2023  | сиднейский имам, из-за отрицания Холокоста был исключен из референтной группы мусульманского сообщества при премьер-министре Австралии. | |

### Австрия
| Фотография | Имя                 | Годы жизни | Информация | Публикации по теме |
| ---------- | ------------------- | ---------- | --- | --- |
|            | Флориан Абрахамович | род. 1951  | священник | |
|            | Йохан Гуденус       | 1940-2016  | военный и политик, осуждён за отрицание Холокоста                                                                                              | |
|            | Эмиль Лашу          | 1928-2018  | чиновник, привлекался к суду в связи с фальсификацией документа, касающегося газовых камер.                                                    | Документ Лашу |
|            | Вальтер Люфтль      | род. 1943  | инженер, в 2010 году лишён диплома в связи с утверждением о невозможности существования газовых камер для убийства людей в нацистских лагерях. | Walter Lüftl. „The Lüftl Report“ (англ.) // The Journal of Historical Review. — 1993. — Iss. 4/1929. — P. 391—420.                                                       |
|            | Вальтер Окенсбергер | род. 1941  | неонацист, осужден за отрицание Холокоста | |
|            | Мойше Фридман       | род. 1971  | раввин-самозванец, антисионист | |
|            | Вольфганг Фрёлих    | 1951-2021  | инженер, неоднократно осуждён за отрицание Холокоста                                                                                           | Die Gaskammer Luge (англ. The Gas Chamber Lie) |
|            | Герд Хонзик         | 1941-2018  | писатель, неонацист, осуждён за отрицание Холокоста                                                                                            | Оправдание Гитлера: тридцать шесть до сих пор невыслушанных свидетелей против газовых камер (нем. Freispruch fiir Hitler: 36 ungehorte Zeugen wide die Gaskammern, 1988) |
|            | Франц Шейдль        | 1890-1971  | писатель | «История клеветы на немцев» (нем. Geschichte der Verfemung der Deutschen, 1967)                                                                                          |

### Бельгия
| Фотография | Имя             | Годы жизни | Информация                                           | Публикации по теме                                                                                          |
| ---------- | --------------- | ---------- | ---------------------------------------------------- | --- |
|            | Зигфрид Вербеке | род. 1941  | публицист, издатель, осуждён за отрицание Холокоста  | Het Dagboek van Anne Frank: een kritische benadering                                                        |
|            | Леон Дегрель    | 1906-1994  | политик, коллаборационист, бригадефюрер СС           | Письмо Папе Римскому. — М.: Библиотека газеты "Наш марш", 1993. Архивировано из оригинала 3 июля 2011 года. |
|            | Роланд Рас      | 1934-2024  | политик, националист. Осуждён за отрицание Холокоста | |

### Великобритания
| Фотография | Имя                    | Годы жизни | Информация                                                                                 | Публикации по теме |
| ---------- | ---------------------- | ---------- | ------------------------------------------------------------------------------------------ | --- |
|            | Дэвид Айк              | род. 1952  | конспиролог                                                                                | |
|            | Гилад Ацмон            | род. 1963  | саксофонист, антисионист, антисемит                                                        | |
|            | Ричард Вералл (Харвуд) | род. 1948  | неонацист, писатель                                                                        | Richard E. Harwood. Did Six Million Really Die? — Historical Review Press, 1974. — 28 p. — ISBN 978-0950347103.                                    |
|            | Ник Гриффин            | род. 1959  | правый политик                                                                             | |
|            | Колин Джордан          | 1923—2009  | ультраправый политик, неонацист                                                            | Merrie England (2000) |
|            | Дэвид Ирвинг           | род. 1938  | писатель, осуждён в Австрии за отрицание Холокоста                                         | David Irving. Hitler's War. — Hodder & Stoughton, 1977. — 926 p. — ISBN 978-0-340-16747-2.                                                         |
|            | Николас Коллерстром    | род. 1940  | астроном, конспиролог, лишён исследовательской стипендии Университетского колледжа Лондона | |
|            | Арнольд Лиз            | 1878—1956  | ультраправый политик, лидер Имперской фашистской лиги                                      | The Six Million Lie (1953) |
|            | Майкл Маклафлин        | род. 1940  | ультраправый политик                                                                       | «Для тех, кто не может говорить» (1979) |
|            | Освальд Мосли          | 1896—1980  | ультраправый политик, фашист                                                               | |
|            | Александр Ратклиф      | 1888—1947  | ультраправый политик и журналист                                                           | Alexander Ratcliffe. The truth about the Jews! (англ.). — Glasgow: British Protestant League, 1943. — (Truth Series No. 4.).                       |
|            | Мишель Ренуф           | род. 1946  | общественный деятель                                                                       | Антихристианский характер «религии холокоста». Архивировано 11 декабря 2011 года. // «Персонал Плюс», № 37 (240), 26 вересня — 2 жовтня 2007 року. |
|            | Дуглас Рид             | 1895—1976  | журналист                                                                                  | |
|            | Джон Тиндал            | 1934—2005  | ультраправый политик                                                                       | «Одиннадцатый час: призыв к британскому возрождению» (1988)                                                                                        |
|            | Ричард Уильямсон       | 1940—2025  | епископ, оштрафован немецким судом за отрицание Холокоста                                  | |
|            | Ричард Эдмондс         | 1943—2010  | ультраправый политик                                                                       | «Новости Холокоста» (1987) |

### Венгрия
| Фотография | Имя            | Годы жизни | Информация                                                      | Публикации по теме                                                                |
| ---------- | -------------- | ---------- | --------------------------------------------------------------- | --------------------------------------------------------------------------------- |
|            | Иштван Дьёркеш | род. 1948  | ультраправый политик, привлекался к суду за отрицание Холокоста |                                                                                   |
|            | Дьёрдь Надь    | род. 1971  | компьютерный техник, осуждён за отрицание Холокоста             |                                                                                   |
|            | Виктор Паданьи | 1906-1963  | нацист, член партии Скрещённые стрелы                           | «Несколько слов о еврейской катастрофе» (венг. Néhány szó a zsidó katasztrófáról) |
|            | Альберт Сабо   | род. 1955  | ультраправый политик, привлекался к суду за отрицание Холокоста |                                                                                   |

### Германия
| Фотография | Имя                         | Годы жизни               | Информация | Публикации по теме |
| ---------- | --------------------------- | ------------------------ | --- | --- |
|            | Пер Ааэ                     | род. 1970                | политик, член НДПГ, осуждён за отрицание Холокоста                                                                    | |
|            | Бела Эвальд Альтанс         | род. 1966                | неонацист | |
|            | Эмиль Арец                  | ?-вторая половина 1970-х | писатель | Emil Aretz. Hexeneinmaleins der Lüge (нем.). — 1970. — 392 S. |
|            | Удо Валенди                 | 1927-2022                | публицист, осуждён за отрицание Холокоста                                                                             | |
|            | Ингрид Векерт               | род. 1927                | писательница, член неонацистской партии                                                                               | Weckert I. Feuerzeichen. Die Reichskristallnacht. Anstifter und Brandstifter — Opfer und Nutznie?er. — Tubingen: Grabert Verlag, 1981.                                                                                                 |
|            | Гюнтер Декерт               | 1940-2022                | преподаватель, крайне правый активист, осуждён за отрицание Холокоста                                                 | |
|            | Хельмут Дивальд             | 1924-1993                | историк | |
|            | Вальтер Заннинг             | род. 1936                | писатель | Sanning W. Die Auflosung des osteuropaischen Judentums (нем.). — Tubingen: Grabert Verlag, 1983. — 319 S. — ISBN 978-3-87847-062-5. |
|            | Тис Кристоферсен            | 1918-1997                | зондерфюрер СС, осуждён за отрицание Холокоста                                                                        | - Christophersen, Thies. Die Auschwitz-Luge (нем.). — Mohrkirch : Kritik-Verl., 1978. — 79 S. — ISBN 978-3-88037-002-9. - Christophersen, Thies. Auschwitz: A Personal Account (англ.). — Reedy, WV: Liberty Bell Publications, 1979.. |
|            | Генрих Мальц                | 1910—1977                | сотрудник III управления СД                                                                                           | |
|            | Хорст Малер                 | 1936—2025                | ультраправый активист, осуждён за отрицание Холокоста                                                                 | |
|            | Вилфрид фон Овен            | 1912-2008                | журналист, сотрудник Министерства пропаганды нацистской Германии                                                      | |
|            | Манфред Рёдер               | 1929—2014                | адвокат, ультраправый террорист                                                                                       | |
|            | Отто-Эрнст Ремер            | 1912—1997                | генерал-майор вермахта, общественный деятель, осуждён за отрицание Холокоста                                          | |
|            | Хайнц Рот (нем. Heinz Roth) | 1912/13-1978             | архитектор | |
|            | Гермар Рудольф              | род. 1964                | химик, осуждён за отрицание Холокоста                                                                                 | - Expert Report on Chemical and Technical Aspects of the «Gas Chambers» of Auschwitz - Germar Rudolf, Lectures on the Holocaust. Controversial Issues Cross Examined                                                                   |
|            | Удо Фойгт                   | 1952-2025                | председатель Национал-демократической партии Германии                                                                 | |
|            | Урсула Хафербек             | 1928-2024                | правая активистка, была осуждена за отрицание Холокоста                                                               | |
|            | Альфред Шикель              | 1933-2015                | историк, создатель Научно-исследовательского института современной истории (нем. Zeitgeschichtliche Forschungsstelle) | |
|            | Вильгельм Штеглих           | 1916-2006                | юрист, лишён научного звания в связи с отрицанием Холокоста                                                           | Wilhelm Stäglich. Der Auschwitz-Mythos – Legende oder Wirklichkeit (нем.). — Tubingen: Grabert Verlag, 1979. |

### Канада
| Фотография | Имя             | Годы жизни | Информация                                           | Публикации по теме                                                                          |
| ---------- | --------------- | ---------- | ---------------------------------------------------- | ------------------------------------------------------------------------------------------- |
|            | Адриен Аркан    | 1899—1967  | журналист, неонацист                                 |                                                                                             |
|            | Джон Болл       |            | геолог                                               | The Ball report: Auschwitz exposed! concentration camps drawn from WWII air photos (англ.). |
|            | Вольфганг Дрёге | 1949—2005  | расист, неонацист, член Ку-клукс-клана               |                                                                                             |
|            | Джеймс Кигстра  | 1934—2014  | преподаватель, осуждён за разжигание ненависти       |                                                                                             |
|            | Дуг Коллинз     | 1920—2001  | журналист                                            |                                                                                             |
|            | Пол Фромм       | род. 1949  | неонацист                                            |                                                                                             |
|            | Малькольм Росс  | род. 1946  | преподаватель, отстранён от преподавания.            |                                                                                             |
|            | Эрнст Цюндель   | 1939—2017  | публицист и издатель, осуждён за отрицание Холокоста | The Hitler We Loved and Why                                                                 |

### Польша
| Фотография | Имя                 | Годы жизни | Информация                                                                                   | Публикации по теме |
| ---------- | ------------------- | ---------- | -------------------------------------------------------------------------------------------- | --- |
|            | Рышард Бендер       | 1932—2016  | правый политик и историк                                                                     | |
|            | Лешек Бубель        | род. 1957  | издатель                                                                                     | |
|            | Томаш Габис         | род. 1955  | консервативный публицист                                                                     | |
|            | Адам Гмурчик        | род. 1964  | лидер ультраправой партии Национальное возрождение Польши                                    | |
|            | Бартломей Зборский  | род. 1953  | редактор, переводчик, член партии «Национальное возрождение Польши»                          | |
|            | Мацей Пшебиндовский |            | журналист, сотрудник журнала «Щербец»                                                        | Maciej Przebindowski. Pamiętnik Anny Frank (пол.). Dziennik Narodowo-Radykalny. Nacjonalista.pl (4 июля 2018). Дата обращения: 23 июня 2025. |
|            | Дариуш Ратайчак     | 1962—2010  | историк, публицист и правый активист, уволен из университета, осуждён за отрицание Холокоста | «Опасные темы» (пол. Tematy Niebezpieczne)                                                                                                   |
|            | Болеслав Тейковский | 1933—2022  | праворадикальный политик, осуждён за отрицание Холокоста                                     | |

### Россия
| Фотография | Имя                         | Годы жизни | Информация                                                                                    | Публикации по теме                                                                |
| ---------- | --------------------------- | ---------- | --------------------------------------------------------------------------------------------- | --------------------------------------------------------------------------------- |
|            | Александр Аратов            | род. 1975  | главный редактор газеты «Русская Правда»                                                      |                                                                                   |
|            | Юрий Воробьевский           | род. 1956  | журналист                                                                                     | «Освенцим: спор о крестах»                                                        |
|            | Вадим Кожинов               | 1930-2001  | литературный критик и публицист                                                               | Кожинов В. В. Война и евреи / Россия век XX (1939-1964). — М., 1999.              |
|            | Владимир Матвеев            | род. 1955  | преподаватель, уволен из университета, уголовное дело прекращено по истечении срока давности  |                                                                                   |
|            | Борис Миронов               | род. 1951  | политик, председатель Комитета Российской Федерации по печати (1993—1994)                     | Миронов Б. С. О еврейском фашизме // Колокол. — 1998. — 5 июня.                   |
|            | Юрий Мухин                  | род. 1949  | писатель, публицист, общественный деятель                                                     | «Афера холокоста», 1997 Дуэль N 11(33). Июнь, 3, 1997                             |
|            | Андрей Первушин             | род. 1959  | пенсионер, осуждён за отрицание Холокоста                                                     |                                                                                   |
|            | Олег Платонов               | род. 1950  | писатель, экономист, общественный деятель, издатель                                           |                                                                                   |
|            | Александр Проханов          | род. 1938  | писатель, редактор                                                                            | «А был ли холокост?»                                                              |
|            | Никита Саламандров          |            | публицист                                                                                     | Ревизионизм холокоста. poiskpravdy.com. Дата обращения: 23 июня 2025. (2003—2006) |
|            | Александр Севастьянов       | род. 1956  | писатель, ультраправый политик                                                                |                                                                                   |
|            | Констатин Смирнов-Осташвили | 1936-1991  | общественный деятель, русский националист                                                     |                                                                                   |
|            | Роман Юшков                 | род. 1970  | общественный деятель, русский националист, судим, но оправдан по обвинению в нарушении закона |                                                                                   |

### Румыния
| Фотография | Имя            | Годы жизни | Информация                    | Публикации по теме                                                                             |
| ---------- | -------------- | ---------- | ----------------------------- | ---------------------------------------------------------------------------------------------- |
|            | Эуджен Барбу   | 1924-1993  | писатель, политик             |                                                                                                |
|            | Паул Гома      | 1935-2020  | писатель                      |                                                                                                |
|            | Иосиф Драган   | 1917-2008  | националистический политик    |                                                                                                |
|            | Раду Теодору   | род. 1924  | военный, ультраправый политик | Radu Theodoru. A fost sau nu Holocaust? (рум.). — Lucman, 2003. — 334 с. — ISBN 9789738465503. |
|            | Корнелиу Тудор | 1949-2015  | политик                       |                                                                                                |

### США
| Фотография | Имя                                   | Годы жизни | Информация                                                                       | Публикации по теме |
| ---------- | ------------------------------------- | ---------- | -------------------------------------------------------------------------------- | --- |
|            | Гарри Барнз                           | 1889—1968  | историк                                                                          | Harry Elmer Barnes. The Public Stake in Revisionism. Архивировано 16 декабря 2010 года., Rampart Journal of Individualist Thought, vol.3, no.2 (Summer 1967), 19-41.                                                                                 |
|            | Артур Батц                            | род. 1933  | специалист по электронике                                                        | Butz, Arthur R. The Hoax of the Twentieth Century: The Case Against the Presumed Extermination of European Jewry. Torrance, CA: Institute for Historical Review, 1976                                                                                |
|            | Фридрих Берг                          | 1943—2019  | горный инженер                                                                   | Friedrich Paul Berg.The Diesel Gas Chambers: Myth within a Myth. The Journal of Historical Review, vol. 5, no. 1 (spring 1984), pp. 15-46 |
|            | Роберт Ли Брок                        | род. 1926  | чёрный националист и антисемит                                                   | Robert L. Brock (Herausgeber), Freispruch für Deutchland, München: FZ-Verlag, 1995 |
|            | Марк Вебер                            | род. 1951  | историк, директор Института пересмотра истории                                   | |
|            | Рассел Граната                        | ?—2004     | издатель, член Институт пересмотра истории                                       | «Критический анализ официального взгляда на Освенцим в свете химии и технологии» |
|            | Дэвид Дюк                             | род. 1950  | ультраправый политик, публицист                                                  | * Еврейский вопрос глазами американца. Глава IX «Вопрос холокоста». Архивировано 12 августа 2011 года. |
|            | Фрэнсис Паркер Йоки                   | 1917—1960  | неонацист                                                                        | Imperium: The Philosophy of History and Politics (1948) |
|            | Уильям Карри                          | ?—1988     | предприниматель, антисемитский активист, спонсор CODOH                           | William Curry (англ.). Дата обращения: 4 марта 2016. Архивировано из оригинала 4 марта 2016 года. |
|            | Уиллис Карто                          | 1926—2015  | ультраправый политик, издатель                                                   | |
|            | Дэвид Коул                            | род. 1968  | журналист                                                                        | |
|            | Роберт Кунтес                         | 1937—2005  | преподаватель и пастор                                                           | Countess, R. H., Lindtner, C., & Rudolf, G. (Eds.). (2004). Exactitude: Festschrift for Robert Faurisson to his 75th birthday. Chicago, IL: Theses & Dissertations Press                                                                             |
|            | Герхард Лаук                          | род. 1953  | неонацист, издатель                                                              | |
|            | Фред Лейхтер                          | род. 1943  | бакалавр по истории, инженер-самоучка                                            | An Engineering Report on the Alleged «Gas Chambers» at Auschwitz, Birkenau and Majdanek |
|            | Дэвид Маккалден (он же Льюис Брендон) | 1951—1990  | ультраправый политик, первый директор «Института пересмотра истории» (1978—1981) | |
|            | Том Марселус                          |            | второй директор «Института пересмотра истории»                                   | |
|            | Джеймс Мартин                         | 1916—2004  | историк, член редколлегии Journal of Historical Review                           | |
|            | Халид Абдул Мухаммед                  | 1948—2001  | мусульманский проповедник, один из лидеров «Нации ислама»                        | |
|            | Джеймс Мэдал                          | 1927—1979  | политик, фашист                                                                  | |
|            | Ревило Оливер                         | 1908—1994  | филолог, член редакционно-консультативного совета Journal of Historical Review.  | |
|            | Майкл Коллинз Пайпер                  | 1960—2015  | журналист                                                                        | - Michael Collins Piper. Discussion of Holocaust to Be Banned? (англ.). Архивировано 18 октября 2011 года. - Michael Collins Piper. Auschwitz: The Final Count (англ.). Jew Watch. Дата обращения: 4 декабря 2010. Архивировано 4 декабря 2010 года. |
|            | Карлос Портер                         | род. 1947  | писатель, переводчик                                                             | - Porter, Carlos Whitlock. The Chemistry of the Hoax (1978) - Porter, Carlos Whitlock, ed. Made in Russia: The Holocaust. N.p.: Historical Review Press, 1988                                                                                        |
|            | Грег Рейвен                           | род. 1951  | Член Института пересмотра истории, заместитель директора (1996—1998)             | - The Holocaust Historiography Project - Revisionists.com |
|            | Ингрид Римланд                        | 1936—2017  | Писательница, соратница и жена Эрнста Цюнделя                                    | |
|            | Джордж Рокуэлл                        | 1918—1967  | военный, политик, нацист                                                         | Full Text of George Lincoln Rockwell Interview with Alex Haley for Playboy Magazine. Архивировано 8 января 2012 года. |
|            | Брэдли Смит                           | 1930-2016  | глава Комитета открытых дебатов по Холокосту                                     | - Break His Bones: The Private Life of a Holocaust Revisionist - Smith’s Report (newsletter). Defunct newsletters: The Revisionist, Smith’s Journal, Prima Facie, Revisionist Letters, Campus Update for Editors.                                    |
|            | Джеральд Смит                         | 1898—1976  | священник и ультраправый политик                                                 | «Крест и флаг» (1959) |
|            | Кейт Стимли                           | 1957—1992  | историк, главный редактор Journal of Historical Review (1983—1985)               | |
|            | Николас Фуэнтес                       | род. 1998  | ультраправый политик                                                             | |
|            | Дэвид Хоган                           | 1923-1988  | историк                                                                          | - Hoggan D. The Forced War When Peaceful Revision Failed. — Institute for Historical Review, 1989. — 348 p. — ISBN 978-0-939484-28-7. - Hoggan, David L. The Myth of the Six Million. Los Angeles: Noontide Press, 1969                              |
|            | Майкл Хоффман II                      | род. 1957  | писатель                                                                         | Hoffman, Michael A., II. Blaspheming Against the Holy People’s Holy Hoax. Ithaca: Independent Research, 1985 |
|            | Ганс Шмидт                            | 1927—2010  | предприниматель, нацист, привлекался к суду за отрицание Холокоста в Германии    | |
|            | Остин Эпп                             | 1902—1984  | профессор литературы                                                             | App Austin Joseph. The Six Million Swindle: Blackmailing the German People for Hard Marks with Fabricated Corpses (англ.). — Takoma Park, MD: Boniface Press, 1974.                                                                                  |

### Франция
| Фотография | Имя                           | Годы жизни | Информация | Публикации по теме |
| ---------- | ----------------------------- | ---------- | --- | --- |
|            | Жан-Поль Аллар                | род. 1940  | политик, лингвист | |
|            | Морис Бардеш                  | 1907-1998  | идеолог неофашизма, писатель | - Bardeche M. Letter to Francois Mauriac. — Paris, 1947. - Bardeche M. Nuremberg ou la Terre Promise. — Paris, 1948. |
|            | Роже Гароди                   | 1913—2012  | писатель, философ и политик, осуждён за отрицание Холокоста | - Основополагающие мифы израильской политики |
|            | Пьер Гийом                    | 1940—2023  | ультралевый активист | |
|            | Бруно Гольниш                 | род. 1950  | правый политик, осуждён за отрицание Холокоста | |
|            | Эрик Делькруа                 | род. 1950  | адвокат, правый политик, осуждён за отрицание Холокоста | |
|            | Дьедонне Мбала Мбала          | род. 1966  | комедиант, актёр, политический активист и антисемит, многократно осуждённый во Франции и Бельгии                                                                        | |
|            | Франсуа Дюпра                 | 1940—1978  | ультраправый публицист и политик | |
|            | Жан-Мари Ле Пен               | 1928—2025  | правый политик, осуждён за отрицание Холокоста | |
|            | Бернар Нотен                  | род. 1950  | | |
|            | Роже Доммерг Полакко де Менас | 1923—2013  | публицист | - Р. Доммерг Полакко де Менас. Открытое письмо Стивену Спилбергу. Холокост глазами Шерлока Холмса. Библиотека Питера Хедрука (1999). Дата обращения: 5 октября 2011. Архивировано из оригинала 5 октября 2011 года. - Le martyre et l’holocauste des negres par les juifs trafiquants esclavagistes                                       |
|            | Луи Даркье де Пельпуа         | 1897—1980  | коллаборационист, руководитель вишистского Комиссариата по еврейским вопросам                                                                                           | |
|            | Клод Отан-Лара                | 1901—2000  | кинорежиссёр, депутат Европейского парламента. Ушёл в отставку из Европарламента, исключён из Французской Академии изящных искусств, в которой он был вице-президентом. | |
|            | Жан Плантен                   | род. 1966  | издатель, осуждён за отрицание Холокоста | - Paul Rassinier (1906—1967), socialiste, pacifiste, revisionniste, Lyon, Universite Jean Moulin, Memoire de Maitrise, Lettres, Lyon 3, 1990. - Le deshonneur de trois magistrats lyonnais, Editions Akribeia, 2000. |
|            | Поль Рассинье                 | 1906—1967  | политик, публицист | Развенчание мифа о геноциде (1978) |
|            | Винсент Ренуар                | род. 1969  | неонацист, неоднократно осуждён за отрицание Холокоста | |
|            | Савитри Деви                  | 1905—1982  | нацистская активистка, писательница | |
|            | Луи-Фердинанд Селин           | 1894—1961  | писатель | |
|            | Анри Рок                      | 1920-2014  | историк, неонацист, диссертация аннулирована | Roques, Henri. The «Confessions» of Kurt Gerstein. Trans. Ronald Percival. Costa Mesa, CA: Institute for Historical Review, 1989. |
|            | Луи-Фердинанд Селин           | 1894—1961  | писатель | |
|            | Ален Сораль                   | род. 1958  | ультраправый активист, неоднократно осуждён за отрицание Холокоста | |
|            | Серж Тион                     | 1942—2017  | социолог | Историческая правда или политическая правда? Дело профессора Фориссона. Спор о газовых камерах. — 1980. — 77 с. |
|            | Рене Фабр                     | 1889—1966  | токсиколог | |
|            | Робер Фориссон                | 1929—2018  | литературовед, член Института пересмотра истории, осуждён за отрицание Холокоста                                                                                        | - A-t-on LU Rimbaud ?, Bizarre, 21-22, 1961. Reedition remaniee sous le titre A-t-on lu Rimbaud ? Suivi de l’Affaire Rimbaud aux ed. J.-J. Pauvert, 1971. Troisieme edition chez La Vieille Taupe, 1991 - A-t-on bien lu Lautreamont ?, Gallimard, 1972. - La cle des Chimeres et autres chimeres de Nerval, Paris: J.J. Pauvert, c.1977. |

### Швейцария
| Фотография | Имя                 | Годы жизни | Информация | Публикации по теме |
| ---------- | ------------------- | ---------- | --- | --- |
|            | Гастон-Арман Амодрю | 1920-2018  | издатель, публицист, дважды осуждён за отрицание Холокоста                                                       | - Ubu Justicier au Premier Proces de Nuremberg (Paris , 1949) - Vive Le revisionnisme! (Courrier du Continent, № № 418, 2000)   |
|            | Рене-Луи Беркла     | род. 1950  | издатель, осуждён за отрицание Холокоста                                                                         | |
|            | Макс Валь           | род. 1923  | адвокат, ультраправый политик и редактор                                                                         | газета Eidgenoss |
|            | Юрген Граф          | 1951-2025  | филолог, член редакционно-консультативного комитета Journal of Historical Review, осуждён за отрицание Холокоста | Миф о холокосте. Правда о судьбе евреев во второй мировой войне». — М.: Русский Вестник, 1996. — 115 с. — ISBN 978-5-853460164. |
|            | Мариетта Пашу       | род. 1947  | преподаватель, военнослужащая, запрещена преподавательская работа.                                               | |
|            | Герхард Фёрстер     | 1920-1998  | издатель, осуждён за отрицание Холокоста                                                                         | |
|            | Артур Фогт          | 1917-2003  | журналист, осуждён за отрицание Холокоста                                                                        | |
|            | Ахмед Хубер         | 1927-2008  | банковский работник, исламист                                                                                    | |
|            | Бернхард Шауб       | род. 1954  | глава «Ассоциации реабилитации преследуемых за отрицание Холокоста» (VRBHV)                                      | |
|            | Филипп Эглин        | род. 1988  | неонацист, член ультраправой Швейцарской националистической партии, осуждён за отрицание Холокоста               | статья «Machwerk» на партийном статье, в которой дневник Анны Франк назван «конструкцией лжи».                                  |

### Швеция
| Фотография | Имя              | Годы жизни | Информация                                                                            | Публикации по теме |
| ---------- | ---------------- | ---------- | ------------------------------------------------------------------------------------- | --- |
|            | Ян Бернхоф       | род. 1971  | преподаватель компьютерных наук                                                       | Ян Бернхоф. Демография Холокоста // Персонал Плюс. — 2007. — 9 октября (№ 38 (241)). Архивировано 11 декабря 2011 года. |
|            | Томас Кюес       | род. 1981  | лингвист, переводчик                                                                  | Маттоньо К., Граф Ю., Куес Т. Собибор. Миф и Реальность. — 2010. |
|            | Карл Нордлинг    | 1919—2007  | архитектор                                                                            | - Carl Nordling. «The Jewish Establishment Under Nazi Threat and Domination 1938—1945» The Journal of Historical Review, volume 10 no. 2 (Summer 1990), p. 195. - Carl Nordling. «How Many Jews Died in the German Concentration Camps?» The Journal of Historical Review, volume 11 no. 3 (Fall 1991), p. 335. |
|            | Эйнар Оберг      | 1890—1970  | антисемитский пропагандист, книготорговец, создатель Антиеврейской боевой лиги Швеции | |
|            | Ахмед Рами       | род. 1946  | публицист, антисионист                                                                | Что такое Израиль? (швед. Vad ar Israel?) (1988) 411 pp, ISBN 9197109401 |
|            | Дитлиб Фельдерер | род. 1942  | публицист, осуждён за отрицание Холокоста                                             | |

### Прочие страны
| Фотография | Имя                       | Годы жизни | Информация                                                                                                | Публикации по теме |
| ---------- | ------------------------- | ---------- | --- | --- |
|            | Махмуд Аббас              | род. 1935  | президент Государства Палестина                                                                           | |
|            | Мохаммед Махди Акеф       | 1928-2017  | египетский исламист, лидер организации Братья-мусульмане                                                  | |
|            | Ибрагим Аллуш             |            | иорданский экономист, член «Института пересмотра истории»                                                 | - «Why is the ‘Holocaust’ Important to Palestinians, Arabs and Muslims?» FAV, 28 Apr. 2001; - A Conversation with Dr. Ibrahim Alloush (англ.). The Journal of Historical Review (2001). Дата обращения: 27 июня 2025. |
|            | Махмуд Ахмадинежад        | род. 1956  | президент Ирана в 2005—2013                                                                               | |
|            | Вальтер Бивираджи Альенде | 1920—1993  | аргентинский политик                                                                                      | |
|            | Керри Болтон              | род. 1956  | новозеландский неонацист, член Аделаидского института                                                     | Historical Revisionism and 'Relativising the Holocaust' |
|            | Педро Варела              | род. 1956  | испанский неонацист                                                                                       | |
|            | Франтишек Внук            | род. 1926  | словацкий политик                                                                                         | |
|            | Тору Кавадзири            | 1931—1993  | японский писатель                                                                                         | |
|            | Лев Корнеев               | р. 1930    | советский историк и публицист                                                                             | |
|            | Юри Лина                  | род. 1949  | эстонский журналист и конспиролог                                                                         | |
|            | Норман Лоуэлл             | род. 1946  | мальтийский ультраправый политик                                                                          | |
|            | Тийт Мадиссон             | 1950—2021  | эстонский националист, правый экстремист                                                                  | Холокост: Самая удручающая сионистская ложь XX века (эст. Holokaust. XX sajandi masendavaim sionistlik vale, Tartu, ISBN 9949134986)                                                                                  |
|            | Нисиока Масанори          | род. 1956  | японский врач                                                                                             | «Правда о газовых камерах в Освенциме: в чём заключалась настоящая трагедия?» (1997) |
|            | Карло Маттоньо            | род. 1951  | итальянский писатель                                                                                      | - Auschwitz—The Case for Sanity - Belzec |
|            | Клаудио Моффа             |            | итальянский политолог, профессор университета Терамо, читал студентам курс «Ложь Холокоста», курс отменён | |
|            | Станислав Панис           | род. 1950  | словацкий политик, заместитель министра культуры                                                          | |
|            | Анатолий Петренку         | род. 1954  | молдавский историк, политик                                                                               | «Бессарабия в годы второй мировой войны 1940—1944 годы» |
|            | Норберто Сересоле         | 1943—2003  | аргентинский социолог                                                                                     | Norberto Ceresole. La falsificación de la realidad : la Argentina en el espacio geopolítico del terrorismo judío (исп.). — Madrid: Ediciones Libertarias, 1998. — 469 p. — ISBN 9788479544218.                        |
|            | Франьо Туджман            | 1922—1999  | президент Хорватии                                                                                        | |
|            | Али Хаменеи               | род. 1939  | иранский аятолла, верховный лидер страны                                                                  | |
|            | Эрик Хаэс                 | 1935—2012  | датский журналист                                                                                         | |
|            | Эдуард Ходос              | род. 1945  | российско-украинский публицист                                                                            | |
|            | Исраэль Шамир             | род. 1947  | израильский писатель, публицист                                                                           | - Тегеранская конференция. Архивировано 21 февраля 2011 года. - Исраэль Шамир, Юрген Граф. Миф о холокосте: холокост как удачный гешефт (10 мая 2019). Дата обращения: 27 июня 2025.                                  |
|            | Энрике Эйнат              | род. 1954  | испанский юрист, член Института пересмотра истории и международной неонацистской организации CEDADE       | Los Protocolos de Auschwitz: Una fuente histórica? |
|            | Зигфрид Эллвангер         | 1928—2010  | бразильский писатель и издатель, псевдоним S.E. Castan, осуждён за расизм                                 | Holocausto: Judeu ou alemão |

### Ревизионистские источники
- Biographical profiles of some noteworthy non-conformist (revisionist) historians and activists (англ.). Архивировано 30 апреля 2011 года.